# Saint-Germain-le-Vasson
Saint-Germain-le-Vasson är en kommun i departementet Calvados i regionen Normandie i norra Frankrike. Kommunen ligger i kantonen Bretteville-sur-Laize som ligger i arrondissementet Caen. År 2022 hade Saint-Germain-le-Vasson 960 invånare.

## Befolkningsutveckling
Antalet invånare i kommunen Saint-Germain-le-Vasson
Referens:INSEE